# Unser Dorf (Fernsehserie)
Unser Dorf ist eine Fernsehserie der ARD. Es werden Geschichten rund um ein kleines Dorf geschildert. Die Ausstrahlung erfolgte 1971 und 1973 in den Vorabendprogrammen.

## Handlung
Die Serie setzt auf meist humorvolle Weise Ereignisse in einem kleinen Dorf und um dessen Bewohner in Szene. Wichtige Begebenheiten wie Feuerwehrfeste und Wohltätigkeitsabende sind immer eine Herausforderung und werden mit Geschick und Gewitztheit organisiert und gestaltet. Im Fokus stehen auch Betätigungen in den lokalen Sportvereinen und deren Einfluss auf das Dorfgeschehen. Man streitet sich um die Errichtung eines FKK-Geländes und um das örtliche Kriegerdenkmal. Protagonisten der Serie sind unter anderen die Pfarrer beider Konfessionen.

## Episoden

### Staffel 1
| Folge | Titel                         | Erstausstrahlung   |
| 1     | 70/71                         | 9. September 1971  |
| 2     | Baden verboten                | 23. September 1971 |
| 3     | Spiel mit José                | 7. Oktober 1971    |
| 4     | Die Sache mit dem Storch      | 21. Oktober 1971   |
| 5     | Der St. Martin                | 4. November 1971   |
| 6     | Der Ludwig                    | 2. Dezember 1971   |
| 7     | Der große Wohltätigkeitsabend | 16. Dezember 1971  |

### Staffel 2
| Folge | Titel                    | Erstausstrahlung |
| 8     | Soweit kommt’s noch      | 1973             |
| 9     | Das Mädchen auf dem Dach | 1973             |
| 10    | Die Sache mit dem Kind   | 1973             |
| 11    | Klein-Manhattan          | 1973             |
| 12    | Das Feuerwehrfest        | 1973             |
| 13    | Wer zuletzt lacht …      | 1973             |